# Astrenis nigrifacies
Astrenis nigrifacies är en stekelart som beskrevs av Vikberg 2000. Astrenis nigrifacies ingår i släktet Astrenis och familjen brokparasitsteklar. Inga underarter finns listade.